# Gaspar Remisa
Gaspar de Remisa y Miarons Bres y Querol (San Hipólito de Voltregá, 3 de noviembre de 1784 - Madrid, 26 de noviembre de 1847), I marqués de Remisa, fue un financiero español.

## Biografía
Nació en San Hipólito de Voltregá en la provincia de Barcelona, pero se trasladó e instaló en Madrid donde llegó a ser presidente del Liceo Artístico y Literario español. Su interés por la fotografía le llevó a donar un equipo para hacer daguerrotipos al mismo y parece ser que en 1839 tuvieron éxito algunos de sus socios en la obtención de imágenes por ese procedimiento.
Entre otros negocios se dedicó a la empresa periodística financiando el diario El Corresponsal en 1839 que fundó con Buenaventura Carlos Aribau y que estuvo editándose hasta 1844. Encargó a Aribau la célebre Oda a la Patria. En 1840 se le otorgó el título de vizconde de Casa Sanz y poco después marqués de Remisa. En 1843 fue nombrado senador del Reino por la provincia de Orense y en 1845 con carácter vitalicio. Entre sus actividades financieras cabe destacar que en 1826 fue nombrado director general del Tesoro Real de la reina María Cristina, perteneciendo posteriormente al Consejo del Banco de Isabel II y durante la crisis de 1847 favoreció la fusión de los bancos de San Fernando y de Isabel II. Precisamente, según la prensa de la época, «en la noche del martes [23 de noviembre]» —madrugada del miércoles—  sufrió una «congestión cerebral» o «ataque apoplético», falleciendo tres días después en Madrid, a la edad de 63 años. Fue enterrado en la tarde del martes 30 de noviembre de 1847. Su esposa, María Teresa, falleció en enero del año siguiente.
En el marquesado de Remisa le sucedió su hija, María de los Dolores de Remisa-Miarons y Rafo, casada con Jesús Muñoz y Sánchez, hijo del I conde de Retamoso y hermano del I duque de Riánsares y I marqués de San Agustín y del II conde del Retamoso. Se edificó un palacio en la calle de Recoletos justo a la izquierda del actual palacio del Marqués de Salamanca, persona con la que tenían numerosos negocios conjuntos. Asimismo la familia del marqués de Remisa se construyó un palacio en Carabanchel donde albergaron su magnífica colección de arte con varios cuadros de Velázquez, Murillo y Zurbarán, en paralelo a las colecciones de arte de sus hermanos el duque de Riánsares marqués de San Agustín y el conde de Retamoso. El marqués consorte fundó el Plantío de Majadahonda conocido como el Plantío adonde iba a parar el paseo de Moret, marido de María de la Concepción de Remisa y Rafo, la hermana menor y donde había un apeadero particular para la familia, antecedente de la línea de Cercanías actual de Madrid. Las posesiones y negocios del consorte de la marquesa eran numerosísimas, desde las Minas de Riotinto hasta el Canal de Castilla, considerándosele uno de los magnates más importantes del país junto con la familia Güell o el marqués de Salamanca.
Entre los descendientes del marqués de Remisa se encuentran Aureliano de Beruete y Moret, director del Museo del Prado y pintor que donó al Museo Romántico de Madrid tanto el retrato de su bisabuelo como la magnífica mesa.

## Títulos, órdenes y cargos

### Títulos
- I marqués de Remisa
- I vizconde de Casa Sanz

### Órdenes

#### Reino de España
- 30 de diciembre de 1833: Caballero Gran Cruz de la Orden Española y Americana de Isabel la Católica.[8]
- Comendador de número de la Orden de Carlos III.[9]

#### Extranjeras
- Comendador de la Orden de Francisco I.[10] (Reino de las Dos Sicilias)

### Cargos
- Consejero de Hacienda.[9]
- Director general del Real Tesoro.[9]
- Académico de honor de la Real Academia de Bellas Artes de San Fernando.[9]
- Académico de honor de la Real Academia de Bellas Artes de la Purísima Concepción.[9]